# Севилья (королевство)
Королевство Севилья (исп. Reino de Sevilla) — средневековое королевство, часть Кастильской короны, существовавшее в 1248—1833 годах.

## История
Королевство Севилья находилось под юрисдикцией кастильской короны с момента её отвоевания испанцами у мусульман в 1248 году во время Реконкисты. Королевство Севилья было одним из четырех королевств Андалусии. Королевство находилось на территории современного автономного сообщества Андалусия, оно включало территорию современных провинций Уэльва, Севилья и Кадис, депрессию Антекера в современной провинции Малага, а также некоторые муниципалитеты в современном автономном сообществе Эстремадура (провинция Бадахос).
20 ноября 1833 года Испания провела административную реформу, территория страны была разделена на исторические регионы. Королевство Севилья было ликвидировано, а на её территории была создана современная провинция Севилья, небольшие части бывшего королевства были включены в провинции Кадис и Уэльва. Кроме того, в состав новой провинции Севилья был включен Гуадалканал, который до этого принадлежал Эстремадуре. Муниципалитеты Бодональ-де-ла-Сьерра, Фрехеналь-де-ла-Сьерра и Игера-ла-Реаль были включены в состав провинции Бадахос в автономном сообществе Эстремадура. В настоящее время провинция Севилья состоит из муниципалитетов, которые можно увидеть в приложении Муниципалитеты Севильи .

## Галерея

Карта Королевства Севилья (1750-1754).
Королевство Севилья в контексте четырех королевств Андалусии.
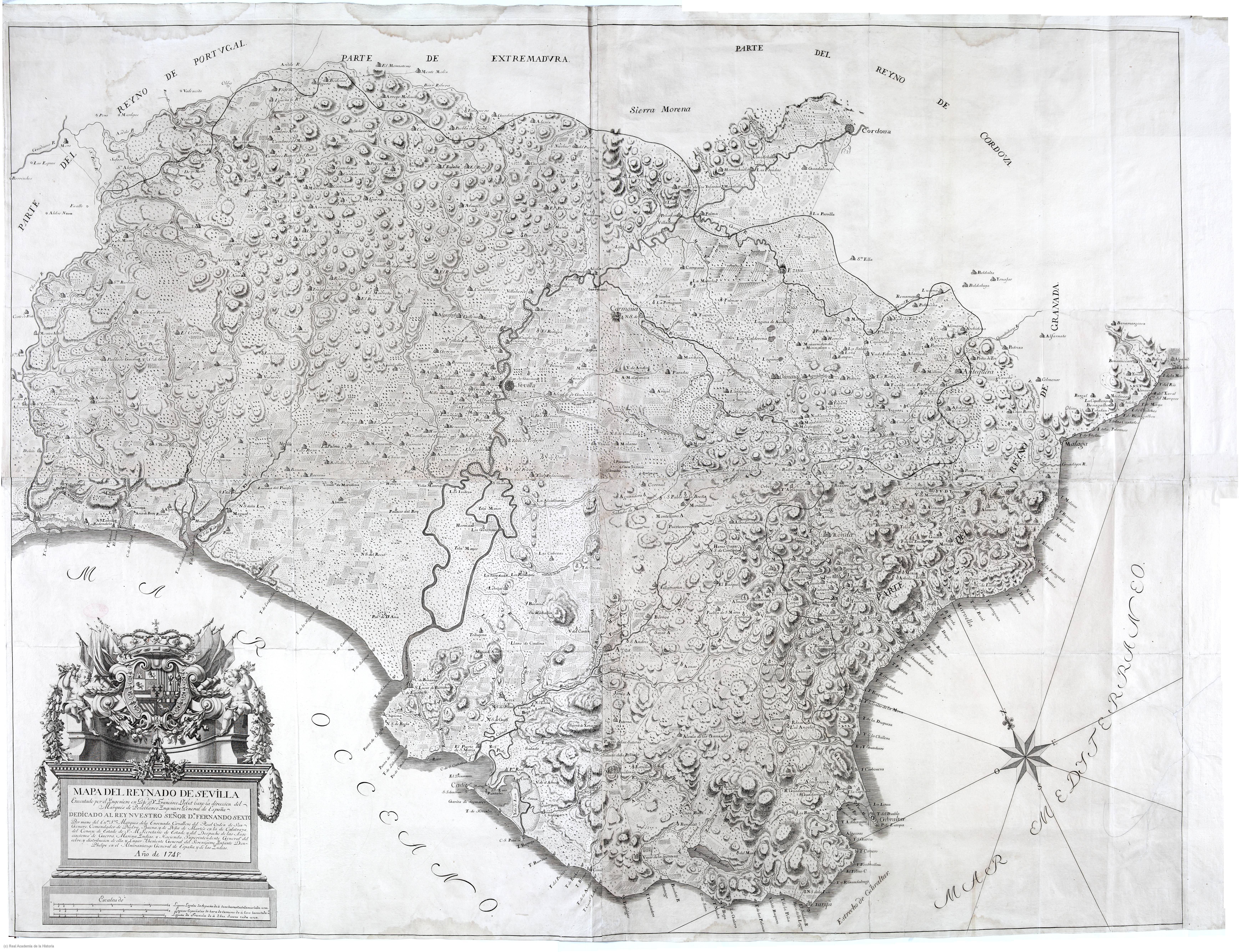
Карта "королевства Севилья" 1748 года.